# Alfred Penkert
Alfred Penkert (* 29. Oktober 1933 in Heilsberg im Ermland; † 26. Juli 2019 in Hamm) war ein deutscher Pädagoge, Regionalhistoriker und Sachbuchautor.

## Leben
Alfred Penkert wurde 1933 im Kreis Heilsberg als Sohn des Schneidermeisters Josef Penkert geboren. Im Zuge der Flucht und Vertreibung Deutscher aus Mittel- und Osteuropa kam er in das besetzte Deutschland und lebte ab dem Jahr 1946 in Westfalen. Das Abitur legte er 1955 in dem von Steyler Missionaren gegründeten humanistischen Missionsgymnasium St. Xaver in Bad Driburg ab. Er besaß die Lehrbefähigung für das höhere Lehramt in den Fächern Geschichte, Deutsch und katholische Religionslehre.
Er debütierte als Autor bereits 1980 mit einem Buch über berufliche Schulen der Stadt Hamm. Im Anschluss forschte er im Archiv des Apostolischen Visitators Ermland im Ermlandhaus zu Münster und veröffentlichte 1999 eine erste Monografie über die Eingliederung der geflüchteten und vertriebenen Priester des Bistums Ermland in den Jahren von 1945 bis 1947. In den Folgejahren erschienen drei einschlägige Publikationen über das Schicksal und die Lebensbedingungen von Flüchtlingen und Vertriebenen aus dem Ermland und über ihr Ankommen im Westen.
Nach 37 Jahren im Schuldienst lebte er seit 1996 in Hamm im Ruhestand.

## Schriften

### Monographien
- 150 Jahre berufliche Schulen der Stadt Hamm. Ein Aufriss ihrer Geschichte und Gegenwart, unter besonderer Berücksichtigung der gewerblich-technischen beruflichen Schule, 1830–1980 (= Tatsachen und Berichte, Band 35). Oberstadtdirektor der Stadt Hamm, Hamm 1980. DNB 810087529
- Auf den letzten Platz gestellt? Die Eingliederung der geflüchteten und vertriebenen Priester des Bistums Ermland in die Diözesen der vier Besatzungszonen Deutschlands in den Jahren 1945–1947. Eine Untersuchung anhand des Quellenmaterials im Archiv des Apostolischen Visitators Ermland im Ermlandhaus zu Münster. Bischof-Maximilian-Kaller-Stiftung, Münster 1999.
- Ermland in der Zerstreuung. Die ostpreußischen Katholiken nach ihrer Flucht und Vertreibung. Bischof-Maximilian-Kaller-Stiftung, Münster 2000.
- Sie kamen aus der großen Drangsal. Ostpreußische – insbesondere ermländische – Flüchtlinge und Heimatvertriebene im Briefwechsel mit Bischof Maximilian Kaller in den Jahren 1945–1947. Bischof-Maximilian-Kaller-Stiftung, Münster 2002.
- Höhere Mächte haben entschieden. Flucht, Vertreibung und Ankommen ostpreußischer Katholiken im Spiegel ihres Briefwechsels mit Bischof Maximilian Kaller. Mit einem Abriss der ermländischen Nachkriegsgeschichte (= Beiträge zu Theologie, Kirche und Gesellschaft im 20. Jahrhundert, Band 15). Lit Verlag, Münster 2008, ISBN 978-3-8258-1227-0.

### Aufsätze
- Heinrich Suso Waldeck vor 125 Jahren geboren. In: Jahrbuch Mies-Pilsen, Band 7 (1998), S. 4–16.
- Unruhig-ruhelos und früh vollendet. In: Ermlandbuch, Heft 61 (2010), S. 179–184.
- Die Alltagssituation der Ermländer 1945–1947 im Spiegel ihrer Korrespondenz mit Bischof Maximilian Kaller. In: Thomas Flammer, u. a. (Hrsg.): Maximilian Kaller – Bischof der wandernden Kirche. Flucht und Vertreibung – Integration – Brückenbau (= Zeitschrift für die Geschichte und Altertumskunde Ermlands, Beiheft 20). Münster 2012, S. 66–76.